# Sansevieria francisii
Espèce
Classification APG III (2009)
Sansevieria francisii, également appelée Dracaena francisii, est une espèce de plantes de la famille des Liliaceae et du genre Sansevieria.

## Description
Plante succulente, Sansevieria francisii fait partie d'un clade de quelques espèces de sansevières qui produisent des stolons, avec des feuilles cylindriques rugueuses (en général cinq, de 8 à 15 cm de longueur, se terminant en pointes épineuses de 5 mm) présentant un sillon assez marqué sur 25-75 % de leur longueur, de couleur vert foncé avec des bandes régulières de gris-vert.

## Distribution et habitat
L'espèce est originaire d'Afrique orientale en particulier de la province de la Côte au Kenya. Elle a été identifiée comme espèce à part entière en 1995 par Juan Chahinian qui lui donne son nom en hommage au botaniste Francis K. Horwood,.